# Vektor (Biologie)
Ein Vektor (von lateinisch vector ‚Reisender‘, ‚Träger‘) oder Krankheitsüberträger ist in der Biologie und der Medizin ganz allgemein ein Überträger von Krankheitserregern, die Infektionskrankheiten auslösen. Der Vektor transportiert einen Erreger vom Wirt auf einen anderen Organismus; der Vektor selbst erkrankt nicht. Dies gilt auch für Menschen und Tiere mit Infektionen, die schon während der Inkubationszeit ansteckend sind. Das entspricht einem indirekten Infektionsweg. Man unterscheidet zwei Arten der Übertragung.

## Biologische Übertragung
Bei der biologischen Übertragung, auch aktive Übertragung genannt, wird eine Erregerart von einem speziellen Vektor – beispielsweise einem blutsaugenden Insekt – während der Nahrungsaufnahme bei einem infizierten Hauptwirt aufgenommen. Der Erreger überlebt im Vektororganismus, er kann sich dort möglicherweise auch vermehren und/oder wandeln. Bei der nächsten Nahrungsaufnahme des Vektor-Organismus an einem noch nicht infizierten Lebewesen wird das neue Opfer infiziert. Der Vektor handelt hier als Zwischenwirt. Grundsätzlich gilt bei der biologischen Übertragung, dass jeder Vektor nur die für ihn spezifischen Erreger übertragen kann.
Beispiele für Insekten und Spinnentiere als Vektoren: 

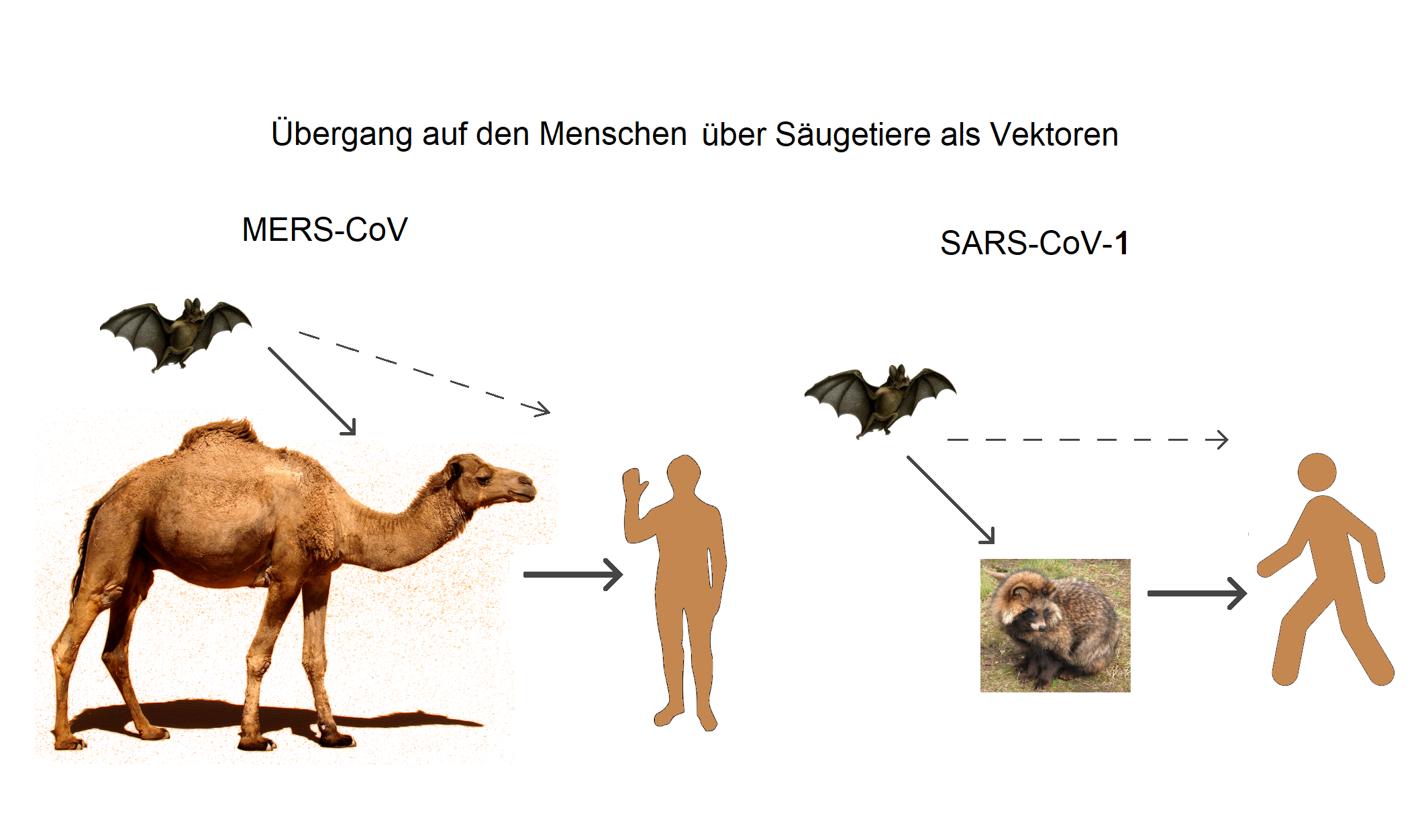
Übergang von MERS-CoV und SARS-CoV-1 auf den Menschen

- Stechmücken der Gattung Aedes als Überträger des Dengue-Virus, Gelbfieber-Virus und Zika-Virus
- Anopheles-Mücke als Überträger von Malaria, Filariosen und O’nyong-nyong-Fieber
- Zecken als Überträger der FSME, der Lyme-Borreliose[2] und der Afrikanischen Schweinepest

Beispiele für Säugetiere als Vektoren: 
- Ratten als Überträger des Seoul-Virus.[3]
- Fledertiere und Dromedare als Überträger von MERS-CoV[4]
- Hufeisennasen und Marderhund als Überträger von SARS-CoV-1[5][6] und SARS-CoV-2. (Von in China zur Pelzherstellung gezüchteten Marderhunden stammt das sogenannte Seefuchsfell.)
- Symptomfreie oder noch symptomfreie mit SARS-CoV-2 infizierte Menschen sind potenzielle Überträger von Mensch zu Mensch.[7]

## Mechanische Übertragung
Bei der mechanischen Übertragung, auch passive Übertragung genannt, ist der Vektor nur äußerlich mit einem Erreger oder mehreren kontaminiert und überträgt diese per Kontaktinfektion (Schmierinfektion) auf einen anderen Organismus. Beispiele sind die Stubenfliege, die Schmeißfliege und die Kakerlake. Der Vektor tritt hier als Transportwirt auf. Bei der mechanischen Übertragung kann ein Vektor alle möglichen Krankheitserreger übertragen. Der Transport über einen längeren Zeitraum ist allerdings nur möglich, wenn der Erreger luftunempfindlich ist.
Beispielsweise kann ein Mensch oder ein anderes Lebewesen nach Berührungskontakt mit einem an Afrikanischer Schweinepest erkrankten Wildschwein oder Hausschwein oder dessen Ausscheidungen in der Umgebung den Krankheitserreger äußerlich an sich tragen und zu anderen Wild- und Hausschweinen transportieren, die auf diese Weise infiziert werden.